# Battaglia di Uclés (1809)
La battaglia di Uclés (13 gennaio 1809) si svolse nell'ambito della Campagna di Spagna di Napoleone Bonaparte e fu combattuta fra le truppe francesi, comandate dal Maresciallo dell'Impero Victor, ed il generale spagnolo Venegas. La vittoria arrise ai francesi.

## Antefatto
Dopo che l'armata spagnola aveva subito la disfatta di Tudela ad opera dei francesi, il duca del Intifado raccolse a Cuenca quanto restava delle truppe spagnole disperse dopo la battaglia. Egli contava di sgombrare la riva sinistra del Tago, controllata da 1 400 cavalieri francesi acquartierati in punti diversi, e diede l'ordine all'avanguardia del generale Venegas di precipitarsi su Tarascona, ove, coordinando la sua azione con quella del brigadiere generale Serra, che nello stesso tempo avrebbe dovuto attaccare Aranjuez, per tentare un colpo di mano su Madrid. Questa operazione, che fu condotta a buon fine il 25 dicembre 1808, non corrispose alle speranze che l'avevano ispirata ma sortì in un certo senso l'effetto contrario. I francesi compresero infatti che sarebbe stato necessario impartire una severa lezione agli spagnoli per impedire ulteriori tentativi audaci da parte loro. A questo scopo il maresciallo Victor marciò contro gli spagnoli alla testa di 14 000 fanti e 3 000 cavalieri. Alla vista della superiorità numerica del nemico, Venegas consultò il duca del Intifado in proposito. Di fronte al silenzio di quest'ultimo, Venegas riunì il suo stato maggiore che decise di ritirare le truppe da Tarascona verso Uclés per congiungersi con la brigata del Serra e prendere posizione. Il congiungimento ebbe luogo il 12 dicembre, raggruppando così 8 000 fanti e 1 200 cavalieri ma solo quattro cannoni da opporre ai 20 del nemico, diretti da un esperto artigliere quale era il generale Senarmont.

## Svolgimento del combattimento
Il combattimento iniziò la mattina del 13 gennaio con l'attacco francese al villaggio di Tribaldos, punto avanzato del dispositivo spagnolo. Dopo essere riuscito a contenere per qualche tempo il nemico, il brigadiere generale Ramiréz de Arellano si ritirò in buon ordine verso la linea di battaglia. L'attacco principale francese fu diretto contro l'ala sinistra spagnola che era la parte più debole dello schieramento, la più vulnerabile ad un attacco della cavalleria nemica. La divisione del generale francese Vilatte attaccò il corpo di fanteria che la costituiva e che fu messo facilmente in rotta: nonostante l'intervento a sostegno operato dal brigadiere generale Serra, l'ala sinistra spagnola non riuscì infatti a contenere l'assalto francese.
 I corpi di fanteria del centro dello schieramento spagnolo furono anch'essi dispersi e Venegas fu obbligato ad abbandonare Uclés e, correndo anche il rischio di venir catturato, dovette ritirarsi verso Rozalen su un cammino ingombro di soldati che fuggivano nel disordine totale. Le uniche truppe organizzate che rimanevano erano costituite da un battaglione di 240 tiratori che, agli ordini di Don Francesco Copóns y Navia, coprirono bravamente la ritirata spagnola.
La situazione dei corpi di fanteria che costituivano l'ala destra dello schieramento spagnolo, al comando del brigadiere generale Don Pietro Agostino Girón, fu ancor peggiore, poiché al momento della ritirata furono circondati dalla divisione del generale francese Rufinn e ben pochi riuscirono a scampare alla prigionia.
Dei reparti di cavalleria spagnola riuscirono a fuggire i dragoni di Castiglia, Lusitanie e Tejas, mentre quelli della Regina, del Principe e di Borbone, dopo avere attaccato brillantemente i cavalieri francesi riuscendo anche a scompigliarne le file, furono fermati dal tiro preciso dell'artiglieria francese che li crivellò di proiettili e quasi tutti i componenti dei tre reparti furono uccisi o catturati. I rari scampati si raccolsero a Carrascosa ove incontrarono il duca del Intifado che si dirigeva con tutta calma verso il luogo della battaglia.
L'armata del centro si ritirò verso Cuenca, perse tutti i suoi 15 cannoni a Tórtola, entrò nel regno della Murcia e dopo Chinchilla de Monte-Aragón cambiò nuovamente direzione per giungere il 21 gennaio a Santa Cruz de Mudela, nella Sierra Morena.
Le perdite spagnole in questa giornata furono di 2 000 tra morti e feriti gravi mentre i prigionieri, secondo le fonti francesi (considerate esagerate da parte spagnola) comprendevano 4 generali, 17 colonnelli, sedici tenenti-colonnello, 200 ufficiali subalterni e 5 400 soldati circa. I francesi commisero ad Uclés gravi eccessi nei confronti della popolazione, con violenze e brutalità.